# دوق (لومبارد)
من بين اللومبارد كان الدوق الرجل الذي امتلك القيادة السياسية والعسكرية لمجموعة من «العائلات العسكرية» بغض النظر عن ممتلكاته. تضم شخصية دوق لومبارد مزيجًا من العناصر العسكرية، النبيلة، المقدسة، والعناصر السياسية والقضائية والإدارية.

## تاريخ
ظهرت شخصية الدوق بين القرنين الرابع والخامس، بعد أن استقر الشعب الألماني في شمال بوهيميا الحالية. في ذلك الوقت كان اللومبارديون من البدو الرحل، وشكلوا مجموعات متجانسة وعائلات مندمجة نشأت من نفس العشيرة، وكانوا قادرين على تنظيم أنفسهم في حصص ذات وظائف عسكرية.